# Welchweiler
Welchweiler là một đô thị ở huyện Kusel, bang Rheinland-Pfalz, phía tây nước Đức. Đô thị Welchweiler có diện tích 3,48 km².